# Dihydrokapsaicin

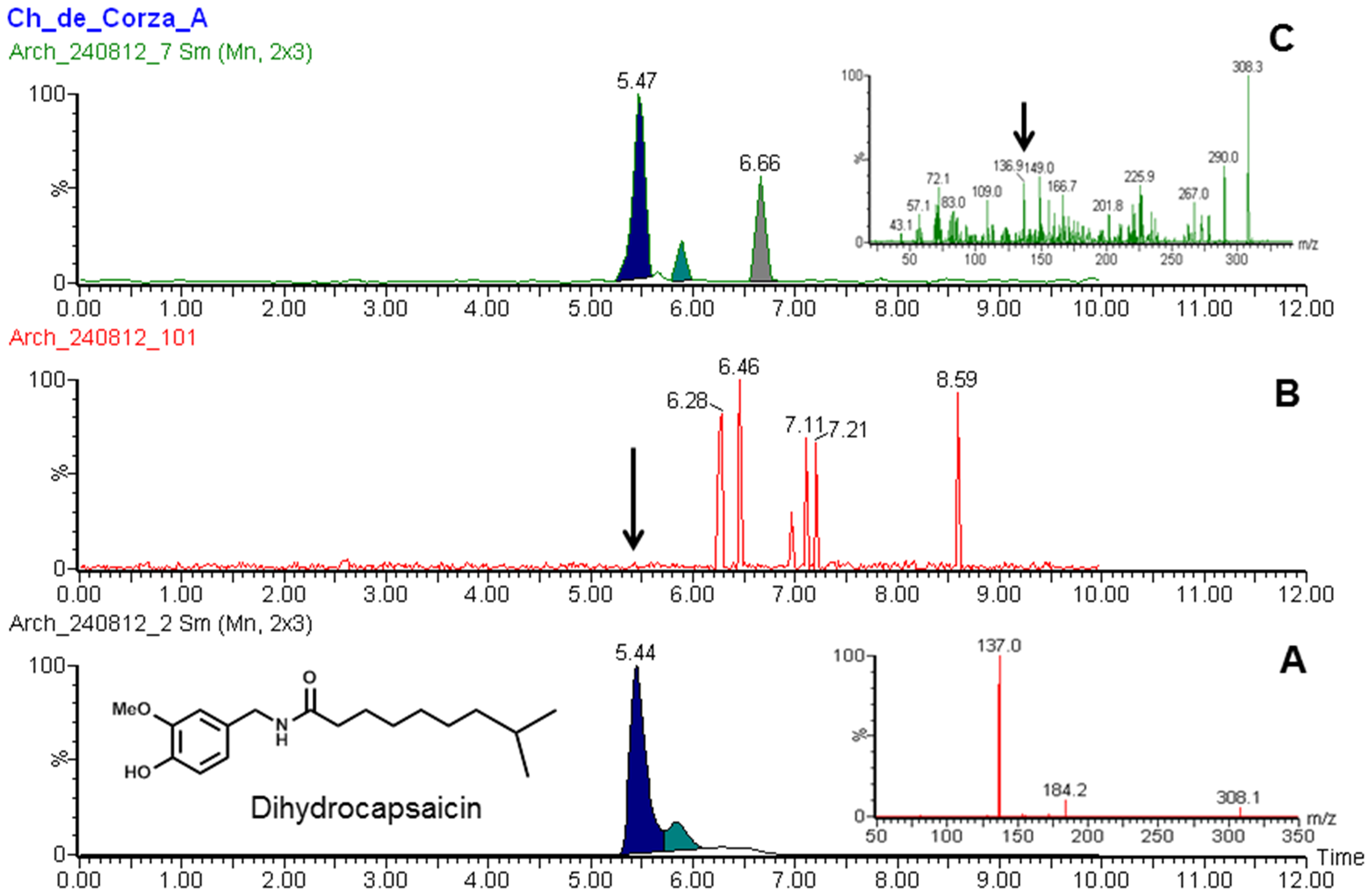
Hmotnostní spektra čistého dihydrokapsaicinu (A) a extraktu ze vzorku (B). U vzorku B se tímto potvrzuje jeho přítomnost v keramických nádobách z předkoloniálního Mexika.

Dihydrokapsaicin je kapsaicinoid, analog kapsaicinu, obsažený v chilli papričkách (Capsicum). Jedná se o dráždivou látku, tvořící průměrně 22 % směsi kapsaicinoidů; jeho pálivost je stejná jako u kapsaicinu.
Jedná se o lipofilní látku, v čisté podobě vytvářející bezbarvé krystaly, rozpustné v dimethylsulfoxidu a 100% ethanolu.